# David Powell (attore)
David Powell (Glasgow, 7 dicembre 1883 – New York, 16 aprile 1925) è stato un attore scozzese teatrale e cinematografico che lavorò nel cinema all'epoca del muto.

## Biografia
Nella sua carriera cinematografica, iniziata nel 1912 e durata poco più di tredici anni, interpretò - quasi sempre nel ruolo di protagonista maschile - oltre cinquanta film. Recitò a fianco di alcune tra le più famose star del cinema muto americano: fu partner di dive come Mary Pickford, Irene Castle, Marguerite Courtot, Mae Murray, Elsie Ferguson, Gloria Swanson e molte altre.

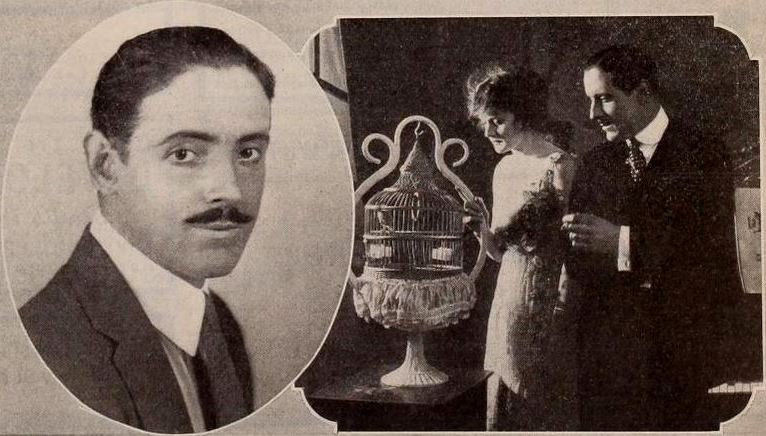
In Outcast (1917)

Powell morì di polmonite a New York nell'aprile del 1925 all'età di 42 anni.

## Premi e riconoscimenti
Per il suo contributo all'industria cinematografica, gli è stata attribuita una stella sulla Hollywood Walk of Fame al 1651 di Vine Street.

## Filmografia
- Her Life's Story, regia di Frank Powell (1912)
- The Tongueless Man (1912)
- One of Our Girls, regia di Thomas N. Heffron (1914)
- The Dawn of a Tomorrow, regia di James Kirkwood (1915)
- Fine Feathers, regia di Joseph A. Golden (1915)
- The Fatal Card, regia di James Kirkwood (1915)
- Gloria's Romance, regia di Colin Campbell e Walter Edwin (1915)
- Less Than the Dust, regia di John Emerson (1916)
- The Price She Paid, regia di Charles Giblyn (1917)
- Maternity, regia di John B. O'Brien (1917)
- Outcast, regia di Dell Henderson (1917)
- The Beautiful Adventure, regia di Dell Henderson (1917)
- The Unforseen, regia di John B. O'Brien (1917)
- Her Sister, regia di John B. O'Brien (1917)
- The Impostor, regia di George Abbott e Dell Henderson (1918)
- The Girl and the Judge, regia di John B. O'Brien (1918)
- The Richest Girl, regia di Albert Capellani (1918)
- The Lie, regia di J. Searle Dawley (1918)
- A Romance of the Underworld, regia di James Kirkwood (1918)
- Her Husband's Honor, regia di Burton L. King (1918)
- The Better Half, regia di John S. Robertson (1918)
- Her Great Chance, regia di Charles Maigne (1918)
- The Make-Believe Wife, regia di John S. Robertson (1918)
- Marriage, regia di James Kirkwood (1918)
- His Parisian Wife, regia di Émile Chautard (1919)
- The Woman Under Oath, regia di John M. Stahl (1919)
- The Firing Line, regia di Charles Maigne (1919)
- I denti della tigre (The Teeth of the Tiger), regia di Chet Withey (1919)
- Counterfeit, regia di George Fitzmaurice (1919)
- La figlia del vento (On with the Dance), regia di George Fitzmaurice (1920)
- The Right to Love, regia di George Fitzmaurice (1920)
- Lady Rose's Daughter, regia di Hugh Ford (1920)
- Idols of Clay, regia di Robert Z. Leonard (1920)
- The Princess of New York, regia di Donald Crisp (1921)
- Appearances, regia di Donald Crisp (1921)
- The Mystery Road, regia di Paul Powell (1921)
- Dangerous Lies, regia di Paul Powell (1921)
- Love's Boomerang, regia di John S. Robertson (1922)
- La gabbia dorata (Her Gilded Cage), regia di Sam Wood (1922)
- The Spanish Jade, regia di John S. Robertson (1922)
- The Siren Call, regia di Irvin Willat (1922)
- Missing Millions, regia di Joseph Henabery (1922)
- Anna Ascends, regia di Victor Fleming (1922)
- Crepuscolo d'amore (Outcast), regia di Chet Withey (1922)
- The Glimpses of the Moon, regia di Allan Dwan (1923)
- Fog Bound, regia di Irvin Willat (1923)
- The Green Goddess, regia di Sidney Olcott (1923)
- The Average Woman, regia di Christy Cabanne (1924)
- Virtuous Liars, regia di Whitman Bennett (1924)
- Lend Me Your Husband, regia di William Christy Cabanne (1924)
- The Truth About Women, regia di Burton L. King (1924)
- The Man Without a Heart, regia di Burton L. King (1924)
- The Lost Chord, regia di Wilfred Noy (1925)
- Back to Life, regia di Whitman Bennett (1925)